# Karl Friedrich Ameis
Karl Friedrich Ameis (* 26. August 1811 in Bautzen; † 29. Mai 1870 in Mühlhausen) war ein deutscher klassischer Philologe. Er ist besonders als Verfasser eines bis heute genutzten Textkommentars zu Homer bekannt, der nach ihm und dem späteren Herausgeber Ameis-Hentze genannt wird.

## Leben
Ameis besuchte das Bautzener Gymnasium, dessen Rektor Karl Gottfried Siebelis ihn für die Philologie begeisterte. Anschließend studierte er Klassische Philologie in Leipzig bei Gottfried Hermann, der ihn am meisten beeinflusste. Ameis schloss sein Studium in Halle bei Gottfried Bernhardy ab. Nach zwei Probejahren am Pädagogium in Magdeburg (1835–1837) folgte er einem Ruf an das Gymnasium zu Mühlhausen, wo er bis zu seinem Tode blieb. 1844 wurde er zum Oberlehrer ernannt.
In Mühlhausen beschäftigte sich Ameis neben dem Unterricht mit textkritischen Untersuchungen. 1840 veröffentlichte er das Schulprogramm Bemerkungen zu Theokrits Idyllen, 1846 erschien seine Ausgabe der Dichtungen des Theokrit, Bion Borysthenes und Moschos in der Reihe Poetae bucolici et didactici beim Pariser Verlag Firmin Didot. Seinem akademischen Lehrer Gottfried Hermann widmete er nach dessen Tode die Schrift Gottfried Hermanns pädagogischer Einfluß (Jena 1850). Anschließend konzentrierte er seine Arbeit auf die Texte Homers. Mit Homers Odyssee, für den Schulgebrauch erklärt erschien 1856 sein erster Textkommentar, den er später um einen Kommentar für die Ilias erweiterte. Bis zu seinem Tod wurden die Kommentare dreimal in überarbeiteter Fassung wiederaufgelegt. Bereits 1865 hatte Ameis den Philologen Karl Hentze hinzugezogen.
Nach Ameis’ Tod führte Hentze die Überarbeitung des Kommentars allein durch; nach seinem Ableben 1908 setzte Paul Cauer von 1910 bis 1913 das Werk fort. Der Ameis-Hentze-Cauer ist bis heute ein Standardwerk und wird von Schülern, Studenten, Lehrern und Forschern gleichermaßen zur Einführung in die homerischen Epen herangezogen. Erst in neuester Zeit haben es die Philologen Anton Bierl und Joachim Latacz in Angriff genommen, einen neuen Gesamtkommentar der Ilias zu verfassen. Im Rahmen dieses Projektes, bei dem auch der Historiker Jürgen von Ungern-Sternberg, der Archäologe Rolf A. Stucky, der Philologe Fritz Graf und der Sprachwissenschaftler Rudolf Wachter mitarbeiten, sind bis jetzt (Stand: Oktober 2017) zehn Bände in 19 Lieferungen erschienen.